# Diagrama del cos lliure

Bloc sobre un pla inclinat (a dalt) i diagrama del cos lliure d'aquest mateix bloc (a baix)

Un diagrama del cos lliure (sovint abreujat DCL) és una representació gràfica utilitzada sovint per físics i enginyers per a analitzar les forces que actuen sobre un cos lliure. El diagrama del cos lliure és un cas elemental particular d'un diagrama de forces. Aquests diagrames són una eina útil per trobar les forces desconegudes que apareixen en les equacions de moviment del cos. El diagrama facilita la identificació de les forces i moments que s'han de tenir en compte per poder resoldre el problema. També s'empren per a l'anàlisi de les forces internes que actuen en estructures.

## Dibuix del diagrama del cos lliure
L'elecció del cos és la primera decisió important per a solucionar el problema. Per exemple, per trobar les forces que actuen sobre una frontissa o unes alicates, és millor analitzar solament una de les dues parts en lloc del sistema sencer.

### Forces internes desenvolupades en elements estructurals
Per dissenyar un element estructural o mecànic és necessari conèixer la càrrega que actua dins seu per assegurar-se que el material pot resistir aquesta càrrega. Les càrregues internes poden determinar-se pel mètode de seccions, és a dir, seccionant o tallant imaginàriament una secció perpendicular a l'eix de la biga. Les càrregues internes que actuen sobre l'element queden llavors "exposades" i esdevenen "externes" en el diagrama del cos lliure de cada segment.
- Els components de la força normal (N) que actuen en perpendicular a la secció transversal es denominen esforç axial.
- Els components de la força tallant (V) que són tangents a la secció transversal s'anomenen esforç tallant.
- El moment (M) es coneix com a moment flector.

### El que s'ha d'incloure
L'esquema del cos ha d'arribar solament al nivell de detall necessari. Un simple esbós pot ser suficient i a vegades, depenent de l'anàlisi que es vulgui realitzar, pot haver-n'hi fins i tot prou amb un punt. Totes les forces externes es representen mitjançant vectors etiquetats de manera adequada. Les fletxes indiquen la direcció i magnitud de les forces i, en la mesura del possible, s'han de situar en el punt on s'apliquen. Solament s'han d'incloure les forces que actuen sobre l'objecte, ja siguin de fricció, gravitatòries, normals o de contacte. Quan es treballa amb un sistema de referència no inercial, és apropiat incloure forces fictícies com la centrífuga.
Se sol treballar amb el sistema de coordenades més convenient per tal de simplificar les equacions. La direcció de l'eix x pot fer-se coincidir amb la direcció de descens d'un pla inclinat, per exemple, i així la força de fregament només té component en aquesta coordenada, mentre que la normal segueix l'eix y. La força gravitatòria, en aquest cas, tindrà components en els dos eixos, {\displaystyle mg\sin(\theta )\,}en l'x i {\displaystyle mg\cos(\theta )\,} en l'y, on θ és l'angle que forma el pla amb la superfície horitzontal.

### El que no s'ha incloure
No s'han d'incloure les forces que el cos exerceix sobre altres cossos: per exemple, si una pilota roman en repòs sobre una taula, la pilota exerceix una força sobre aquesta, però en el diagrama de cos lliure de la pilota solament cal incloure la força que la taula exerceix sobre ella. També s'exclouen les forces internes, les que fan que el cos sigui tractat com un únic sòlid. Per exemple, si s'analitzen les forces que apareixen en els suports d'una estructura mecànica complexa com un pont, les forces internes de les diferents parts que el formen no es tenen en compte.

### Suposicions
El diagrama de cos lliure reflecteix totes les suposicions i simplificacions que s'han fet per analitzar el problema. Si el cos en qüestió és un satèl·lit en òrbita i el que es desitja és trobar-ne la velocitat, un punt pot ser-hi la millor opció. Els vectors han de col·locar-se i etiquetar-se amb cura per evitar suposicions que en condicionin el resultat.

## Exemple
El diagrama de cos lliure del bloc sobre el pla inclinat (vegeu la imatge de la introducció de l'article) és una aplicació senzilla d'aquests principis: 
- Tots els suports i estructures se substitueixen per les forces que exerceixen sobre el bloc:

- mg: pes del bloc
- N: força normal del pla sobre el bloc
- Ff: força de fregament entre el bloc i el pla

- Els vectors mostren la direcció i el punt d'aplicació
- S'acompanya el diagrama del sistema de referència que s'ha usat per descriure els vectors